# Брук, Джон, барон Кобем
Джон Брук (англ. John Brooke; 15 августа 1575 — до 20 мая 1660) — английский аристократ, 1-й барон Кобем очередной креации с 1645 года. Сын сэра Генри Брука и Анны Саттон, внук Джорджа Брука, 9-го барона Кобема. В 1612 году был посвящён в рыцари, в 1614, 1621 и 1625 годах заседал в Палате общин. С 1640 года — депутат Долгого парламента. Во время гражданской войны выдал разрешение на сбор денег для королевской армии в Линкольншире и из-за этого был лишён депутатского мандата (1643). В 1645 году король Карл I пожаловал сэру Джону титул барона Кобема.
Брук был женат дважды — на Анне (о её происхождении ничего не известно) и на Фрэнсис Бампфилд, дочери сэра Уильяма Бампфилда. Он умер бездетным, так что его титул вернулся короне.